# Fath Union Sports
Maillots
Actualités
Le Fath Union Sports (FUS, arabe : إتحاد الفتح الرياضي), est un club sportif omnisports fondé le 10 avril 1946 et basé à Rabat. En football, il dispute ses premières compétitions officielles à partir de l'année 1946 au sein de la Ligue du Maroc de Football Association (LMFA), où le club atteint rapidement sa place parmi l'élite depuis la saison 1950/51.
Il est considéré comme le 1er club fondé par les marocains qui représente la capitale du Maroc et l'un des clubs historiques qui existent encore depuis l'époque du protectorat français.
Après avoir évolué au stade Belvédère depuis ses débuts, il joue au Complexe sportif Moulay-Abdallah depuis 1983, ainsi qu'il a son stade privé, le Stade Moulay Hassan.

## Histoire

### La genèse du club (1932-1946)
Fondé le 10 avril 1946 par des nationalistes marocains, le Fath Union Sports est un club omnisports, possédant une section de football, considéré comme l’un des plus anciens clubs du royaume. Il est l’héritier de l’Union Sportive Musulmane de Rabat-Salé (USMRS), créée en 1932, et reconnue officiellement le 7 octobre 1932. L’USM Rabat-Salé demeure l'un des premiers clubs musulmans dans le pays, si ce n'est le premier, et est le véritable lancement d'un mouvement associatif de la jeunesse marocaine. Le club évolue alors dans le championnat de 1re Division Amateurs, équivalent du 3e niveau de la Ligue du Maroc de Football Association, qui réussira a l'emporta et monter en Division Pré-honneur, et même l'élite du football marocain la Division d'Honneur, et participé aussi à la Coupe d'Afrique du Nord, dès le tour des éliminatoires locales.
Tous les clubs de sports à cette époque, que ce soit en métropole ou dans les protecteurs, étaient tous des associations sportives de type omnisports, régies par la loi de 1901. La lutte contre le communautarisme était l'une des priorités de l'administration de la LMFA, en partie par la crainte de renforcer le nationalisme marocain, mais aussi par rapport aux valeurs que prônent l'Empire chérifien. Il faut dire que les plusieurs circulaires obligeant les clubs musulmans à se défaire de tout communautarisme, ont énormément désavantagé le club. En effet, un quota de joueurs étrangers était imposé par les autorités protecteurs et pouvait se révéler terrible d'un point de vue sportif. L'UMSRS se voit donc obligé de respecter cette règle, sauf durant la saison 1939, où le club est exceptionnellement autorisé à jouer exclusivement avec des joueurs musulmans, après l'assemblée générale de la LMFA.
À la suite du déclenchement de la Seconde Guerre mondiale, la LMFA décide d’interrompre les championnats, et d'instituer la Coupe de la Guerre. La compétition reprend la formule initiale des débuts de la ligue, où chaque sous-ligue organise son championnat, et dont les meilleurs accèdent en phase finale, ici les quarts de finale. L'USMRS ne réussira pas à atteindre les quarts. Le championnat reprend alors lors de la saison 1941-1942, avec l'installation du Régime de Vichy, où l'USRS rejoint à nouveau la Première Division. Le championnat est à nouveau suspendu en pleine saison 1942-1943, à la suite du débarquement des Alliés le 8 novembre 1942 en Afrique française du Nord. Un critérium de guerre est alors institué.
Au fil des années, l'USMRS a rassemblé des nationalistes et militants d’un Maroc indépendant. Lors du soulèvement national de 1944, due à l'arrestation et à l'exil de plusieurs nationalistes marocains, des milliers de Marocains descendent dans la rue, à Rabat, puis à Salé, ville jumelle de Rabat. Les gendarmes et blindés français interviennent, et répriment le soulèvement en entrant de force avec les chars dans la médina de Rabat, causant plusieurs morts. Des soulèvements à Casablanca et Fès sont également violemment réprimés. L’armée française en profite pour dissoudre l'USM Rabat-Salé et barricader ses infrastructures, notamment à cause de la réputation du club, connue pour propager des idées nationalistes mais surtout pour ses activités politiques.
Constatant d’un côté que la sensibilité politique peut être transmise à travers le sport, et de l’autre que le football est devenu le sport le plus populaire au Maroc, les anciens membres du club de l’USRS créent plusieurs équipes de quartier qui se réunissent le 10 avril 1946 sous l’association Fath Union Sport. Cela a pu se faire après deux années d'intenses négociations auprès des autorités administratives du protectorat français au Maroc. Le club bénéficie d'un soutien de poids, Mohammed V, sultan puis roi du Maroc, qui est à l'origine du nom et logo du club insistant ainsi sur le mot « Fath », qui représentait le symbole de l’identité marocaine de Rabat à ses yeux. Le FUS est donc le 2e club au niveau national à avoir ce nom, sachant que le Fath de Casablanca qui évoluait aux années trente avait le même nom avant la fusion pour former le Raja en 1949. Le sultan marocain confie la présidence d’honneur du FUS à son fils prince Abdellah, et aide le club matériellement en mettant à sa disposition l’espace tennajajte, un lieu d’entraînement situé à la médina. Cet espace est un ancien cimetière abandonné depuis plus de 40 ans, qui pouvait donc selon la loi être attribué à des associations. Le FUS à l'instar du mythique Wydad Athletic Club ou du Maghreb Association Sportive, est l'un des premiers clubs militants pour la cause nationaliste à l'époque de la domination française. « Un nouveau club musulman est né à Rabat : Le Fath Union Sports » titre le célèbre journal Le Petit Marocain, qui rajoute que le « club débutera avec cinq sections : basket-ball, football, athlétisme, gymnastique, handball. ».

### Les débuts du FUS (1946-1956)

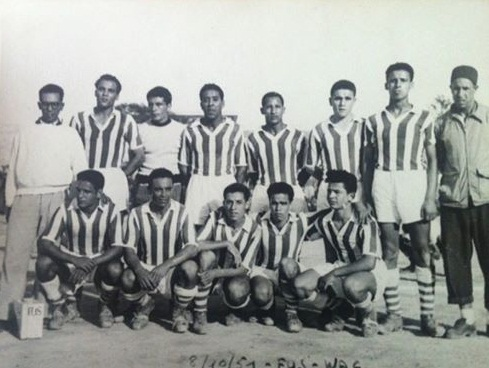
Le FUS, saison 1951-1952, avant le match face au Wydad AC le 8 octobre 1951, perdu 4-1.

Sous la conduite de son président Maati Bakhaï et de ses deux premiers entraîneurs Abass Kabiss et Hassan Belmaki, le FUS gravit rapidement les échelons pour accéder en division pré-honneur, l'équivalent du 2e niveau de la LMFA. En 1950, le Fath engage Ahmed Chahoud, figure historique du Stade marocain comme entraîneur. Les résultats ne se font pas attendre, et le club termine vice-champion et monte au côté du champion l' Idéal Club Marocain en division d'honneur, l'élite du football marocain, durant la saison 1950-1951, grâce à plusieurs joueurs de talents tels que Mohammed Tounsi et Abderrahmane Essahraoui. Pour pouvoir se maintenir dans l'élite, le club se renforce dans le courant de la saison 1951-1952 en recrutant notamment le jeune attaquant Hassan Akesbi, déménageant de sa ville natale Tanger pour étudier au lycée Moulay Youssef de Rabat. Il devient petit à petit indispensable au club. Mokhtar Yazidi, un dirigeant du FUS, est à l'origine de ce recrutement. Toutefois, le transfert de Akesbi a été compliqué par les dirigeants de La Sevillana qui avaient refusé la demande de mutation du joueur, et il fallait attendre le déplacement de l’entraîneur du FUS Ahmed Chahoud, soutenu par Larbi Ben Barek jusqu’à Madrid pour obtenir finalement la mutation d'Akesbi. Plusieurs personnalités telles que Maati Bakhaï, Sittell Al Issaoui, responsable de la section de la Jeunesse et des Sports, ou bien encore Haj Mohamed Mghraoui ont œuvré pour la stabilisation du club à une époque où les deux grandes équipes colons de Rabat, le Stade marocain et l'Olympique marocain faisaient de l'ombre au club, et était principalement constitués de joueurs européens, contrairement au FUS, club musulman.

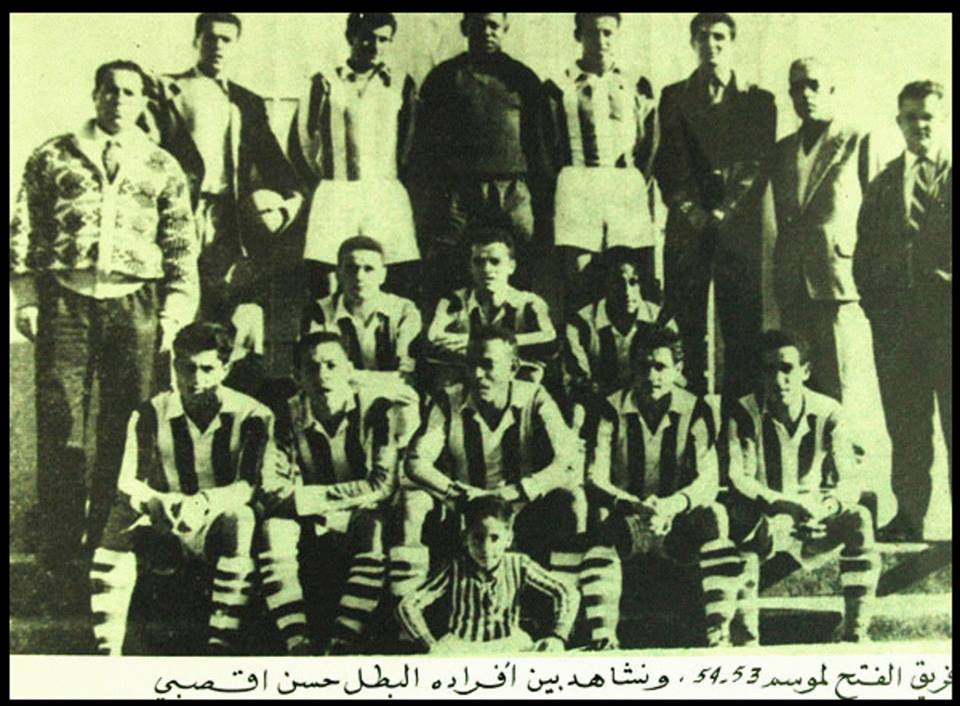
Le FUS lors de la saison 1953-1954.

Le Fath réussit le maintien lors de sa première saison mais ne parvient pas à passer les éliminatoires régionales du Maroc pour atteindre la phase finale de la coupe d'Afrique du Nord. Lors de la saison 1952-1953, le Fath termine 10e, dernier rang permettant le maintien du FUS, à 4 points du premier relégable, le SC Mazagan,. Cette saison-là, le club atteint pour la toute 1re fois la phase finale de coupe d'Afrique du Nord, après un parcours sans faute lors des éliminatoires régionales. Les Rbatis tombent alors au 1er tour sur l'ESFM Guelma, champion en titre de la Ligue de Constantine. La tâche s'annonce alors difficile pour le FUS qui manque encore d'expérience. Le match s'est terminé par une défaite marocaine sur le 3 buts à 1, et donc une élimination. La saison suivante, Guy Cluseau est désigné nouvel entraîneur. Le FUS réalise une meilleure performance en championnat en se classant dans le milieu de tableau, notamment grâce à un exceptionnel Hassan Akesbi, qui termine cette saison meilleur buteur du championnat, avec 21 buts. Mais le FUS ne réitère pas la performance de la saison dernière en coupe d'Afrique du Nord, se faisant étriller par le rival et voisin Stade marocain, lors du dernier tour éliminatoire marocain, sur le score de 4 buts à 0.
La saison 1954-1955 s'avère difficile. Le club joue le maintien jusqu'à la dernière journée. En effet, le club est alors avant l'entame de la dernière journée, à 1 point du dernier le SCC Roches Noires et à égalité avec l'US Marocaine et l'AS Tanger-Fès. Une victoire s'annonce obligatoire surtout que le FUS affronte un candidat au maintien, l'AS Tanger Fès. En sachant que dans les 12 clubs qui composent la division d'honneur, les 2 derniers sont relégués, une défaite peut donc être synonyme de relégation. Heureusement, le FUS parvient à gagner le match 2 buts à 0, et conforte donc sa place dans l'élite,. Par ailleurs, le club participe pour la deuxième fois à une phase finale de la coupe d'Afrique du Nord. Le Fath élimine lors des éliminatoires marocains l'ogre de Rabat, dans le cadre d'un derby, l'Olympique marocain évoluant cette année en pré-honneur, sur le score de 2-1 confirmant désormais la supériorité du FUS sur son voisin, puis l'US Safi par 3 buts à 2, après prolongations. L'ES Mostaganem de la Ligue d'Oran est l'adversaire du Fath au 1er tour de phase finale. Le match a lieu à Fès, dans un stade à guichet fermé devant 3 000 spectateurs. Le talentueux Hassan Akesbi permet ce jour-là au FUS de remporter la victoire (2-1). L'attaquant marocain termine buteur et meilleur joueur de la rencontre. Le conte de fées prend fin lors des huitièmes de finale face à l'ES Tunis. La rencontre disputé à Casablanca, dans un terrain glissant à cause de la pluie, se termine par une défaite du Fath malgré sa domination. La saison du FUS ne s'arrête pas là puisqu'une nouvelle compétition s'invite, la coupe de France qui devient accessible aux clubs nord-africains. Le Fath à peine entré en lice, se fait rapidement éliminer 4 buts à 2 par l'USD Meknès. Hassan Akesbi, chouchou des supporters du FUS, quitte cette année-là le club, grâce aux dirigeants fussistes qui n'ont exigé aucune contrepartie financière pour permette à Akesbi d'évoluer en Europe. Il rejoindra le Nîmes Olympique et le championnat de France, où il démontrera toute l'étendue de son talent.
La saison suivante, 1955/1956, les compétitions n'ont pas disputés car le Maroc vit alors une époque d'émeutes, de bombes, de couvre-feu, et d'attaques contre les forces françaises, mais aussi car approche le retour d'exil du roi Mohammed V pour déclarer l’indépendance du pays. Les clubs marocains participent toutefois aux compétitions d'Afrique du Nord et la coupe de France. Le FUS est rapidement éliminé en coupe de France, et fallait attendre jusqu'au 16 novembre 1955 où s'est revenu le sultan du Maroc Mohamed Ben Youssef pour que la LMFA donnent le coup d'envoi de la Coupe d'Élite (baptisé cette année Coupe du 16 Novembre) où le FUS a dû gagner son match d'ouverture et s'est qualifié au finale perdu 1-0 face au Wydad AC, et n'atteint pas la phase finale de la coupe d'Afrique du Nord cette année puisque éliminé au troisième tour par l'Olympique de Ouezzane sur le score de 3 buts à 1. Il s'agit du dernier match du FUS avant l'indépendance.

### L'après indépendance (1956-1966)

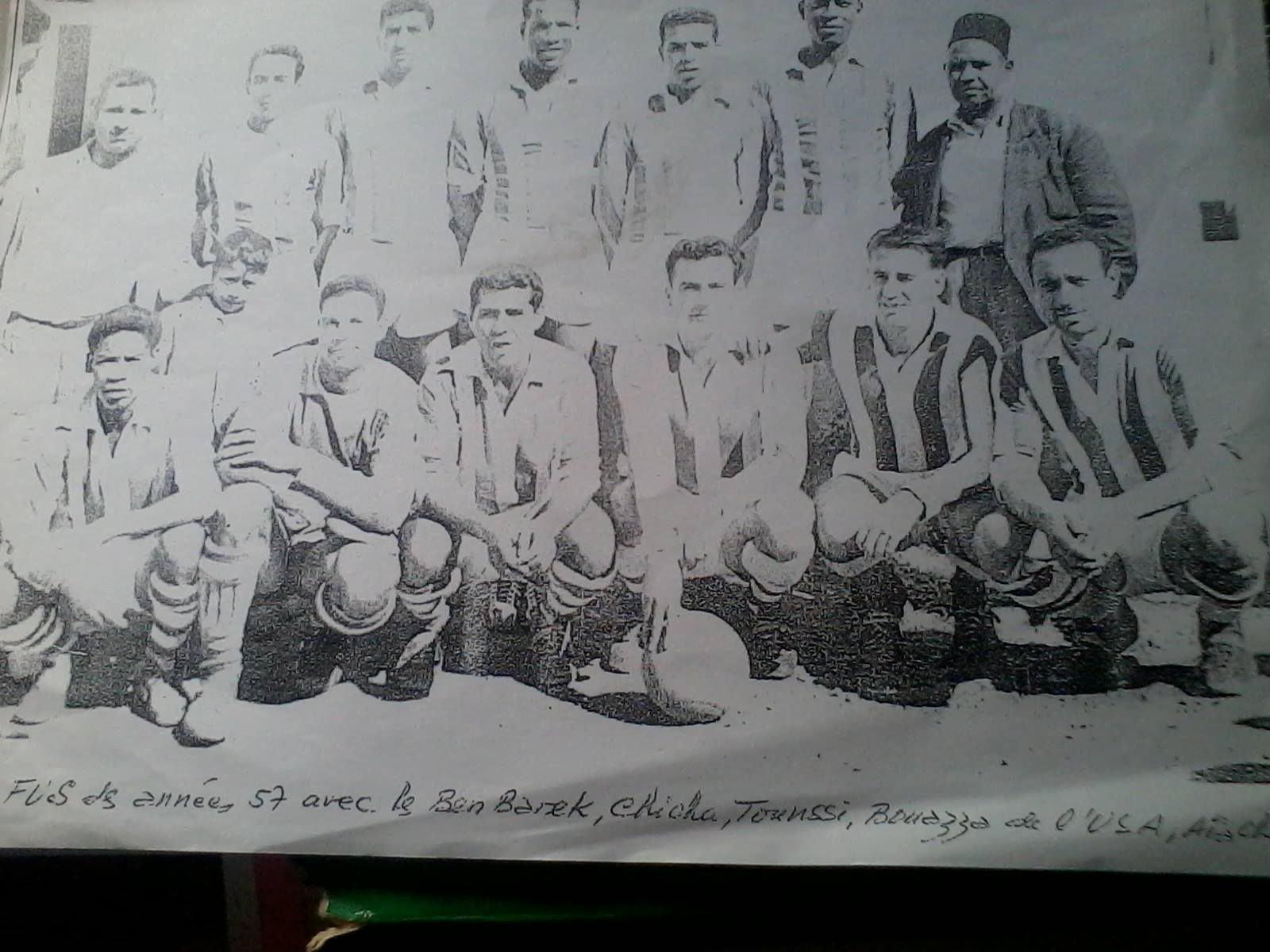
L'équipe du FUS en 1957.

Après l'indépendance du Maroc, la fédération royale marocaine de football prend la relève et remplace donc la Ligue du Maroc de Football Association. Avant de reprendre le championnat, la LMFA reçoit les affiliations de 310 clubs regroupant 6087 licenciés. En 1956, le club est à deux doigts de disparaître lorsque la plupart de ses sociétaires rejoignent le Stade Marocain. L'appui direct du prince Abdellah ben Mohammed Alaoui sauve le club, ainsi que l'arrivée en tant qu'entraîneur-joueur de Larbi Benbarek, qui y fait ses derniers matchs officiels, et de Lahcen Chicha. Le Fath Union Sport participe donc à la coupe de l'Indépendance, 1re compétition organisé par la FRMF, unique par match éliminatoire, dans le but de donner chance aux différents clubs de rejoindre l'élite (après la dissolution des équipes des protecteurs français) dans différentes matchs barrages. Le club réussit à donc se hisser assez loin dans la compétition, sachant qu'il fait déjà partie de l'élite du Botola 1. Le FUS réalise lors de cette première saison, une bonne performance avec une bonne 5e place, en partie grâce à un très bon Larbi Benbarek qui inscrit cette saison-là plus de 17 buts en championnat, terminant deuxième meilleur buteur du championnat. Le club se classe donc largement devant le Stade marocain qui évite de peu la relégation, mais c'est ce même club rival de la capitale qui élimine le FUS en coupe du Trône lors des quarts de finale, sur le score de 2 buts à 1. La saison suivante, le FUS se classe 7e et établit sa supériorité face à son voisin stadiste en remportant les deux derbies de la saison (2-1 et 1-0), mais se fait sortir en huitième de finale de coupe par le champion du Maroc en titre, le Wydad AC.

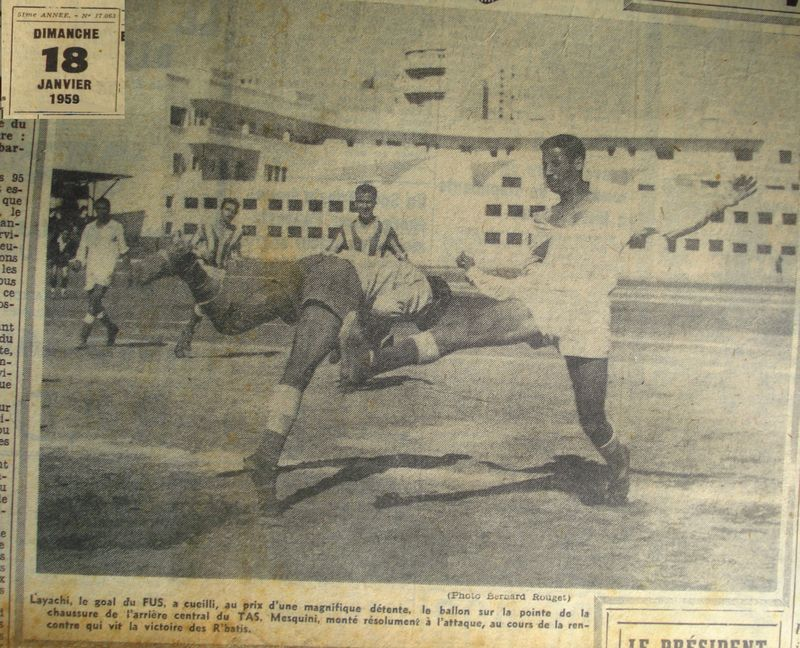
TAS-FUS lors de la saison 1958-1959, remporté par le FUS 1-0.

En 1958-1959, le FUS recrute l'Italien Raphael Benatar comme nouvel entraîneur pour remplacer Benbarek. Sous la houlette de Benatar, le club réitère une bonne saison avec une place de cinquième sur quatorze, et surtout un bon parcours en coupe en éliminant les deux clubs du Gharb, l'US Sidi Kacem (5-0) et le Kénitra AC (2-1). Mais cette année-là, une nouvelle rivalité voit le jour. La création du club des FAR de Rabat par Hassan II en est la cause. Ce club composé de soldats de l'armée marocaine va rapidement se montrer au-dessus des autres clubs marocains. Le FUS, club plutôt proche du palais, de Moulay Abdellah, tombe face à l'AS FAR en demi-finale, club de l'armée, de Hassan II alors prince héritier. La rencontre se termine par une victoire net des militaires (3-1), qui termineront d'ailleurs vainqueur de l'édition et champion de deuxième division. En 1960, le FUS termine 5e au classement général, et ironie du sort, son rival Stade marocain est relégué en fin de saison. Et en coupe, le club réalise un parcours exceptionnel. Le FUS se hisse en finale de la Coupe du Trône pour la première fois de son histoire. Ironie du sort, le Fath tombe à nouveau sur les FAR de Rabat lors des huitièmes de finale, les tenants du titre. La rencontre s'est joué à Rabat au stade du FUS en présence de Hassan II et du prince Moulay Abdallah. Le match s’est terminé par un nul (1-1) et dans la confusion entre les joueurs des deux équipes. Un nouveau match délocalisé à Oujda a alors lieu. Le FUS étrille finalement son voisin militaire par 3 buts à 0 avec des buts de Gharbaoui (32e minute), Mohammed Tounsi (59e minute) et Lacombe (77e minute). La machine est lancée, le FUS sort le HM Takkadoum voisin, puis le Raja CA 3 buts à 2 après prolongations à Meknès, à la suite d'un premier match nul et vierge. Le FUS en finale pour la première fois affronte la grosse équipe du MC Oujda, club qui a disputé alors toutes les finales de coupe, c'est-à-dire trois, dont deux gagnées. Il s'agit alors de la quatrième pour Oujda. Le match se déroule donc le 24 avril 1960 au Stade d'honneur à Casablanca. Le Fath US s'incline finalement 1 but à 0, après un pénalty transformé par le mouloudéen Abdelghani Madani à la 13e minute. Un pénalty est alors sifflé quelques minutes après en faveur du FUS, mais Alami le rate au grand dam du club. Le Mouloudia réussit alors à tenir ce score, grâce à une défense renforcée, malgré les multiples assauts du FUS.
La saison suivante, c'est la descente aux enfers, le club est relégué en deuxième division terminant quatorzième et dernier du classement avec seulement 4 victoires, alors que l'AS FAR remporte son premier titre de champion et le Stade marocain réussit son retour dans l'élite. Le FUS a d'ailleurs remporté aucune victoire à l'extérieur et a surtout concédé deux lourdes défaites face à son rival, l'AS FAR (4-2 et 3-0). Le Fath parvient toutefois à se relever et à remonter en première division la saison suivante. Le FUS écrase ses concurrents cette année-là en devançant son dauphin de plus de 15 points, notamment grâce à un très bon Moulay Abdellah, joueur que le FUS est allé dénicher au Tihad AS, et qui a marqué plus d’une trentaine de buts dans la saison,. Le retour du Fath en première division s'avère difficile. Cette année-là, le club finit onzième à 3 points du premier relégable. Le tout jeune Kébir Mezzour lancé dans le grand bain la saison dernière par l'entraîneur Lucien Hazza, est l'un des principaux artisans du maintien du FUS, terminant meilleur buteur du championnat avec 17 buts. Kébir Mezzour devient ainsi le premier meilleur buteur fussiste du championnat marocain d'après indépendance. Le club se classe à la septième place la saison suivante, puis réitère la même performance l'année suivante, où Fettah Filali dit Tanto, attaquant du club, termine meilleur buteur du championnat avec 16 buts.
Le club souffre énormément lors de la saison 1965-1966. La situation est alarmante car le FUS joue le maintien jusqu'à la dernière journée. Cette année-là, la rivalité entre le Wydad AC et Raja CA prend toute son ampleur puisque les deux équipes jouent alors le titre jusqu'à la fin. Le Wydad a 1 point d'avance sur le Raja, avant l'entame de la dernière journée qui doit l'opposer au FUS, menacé de relégation. Le FUS doit gagner pour assurer son maintien, tandis que le Wydad termine champion en cas de victoire. La rencontre se joue à Casablanca, et voit le Wydad dominer le match et marquer l'unique but de la partie. Cependant, les joueurs fussistes s'emportent au point que l'arbitre ne décide d'arrêter le match et de quitter le terrain. La FRMF prend alors une décision historique, puisqu'elle décide de faire rejouer le match malgré les contestations du club casablancais. Le nouveau match, joué dans un stade d'honneur de Casablanca à huis clos, voit finalement le Wydad l'emporter à nouveau par 2 buts à 1, et remporter son titre de champion. Le FUS est alors donc à deux doigts de vivre une deuxième relégation. Heureusement pour le club, les deux relégables juste derrière lui, ne profitent pas de ce faux pas. L'équipe de Rabat finit avec 50 points à seulement un point des deux relégables que sont le COD Meknès et le MA Tétouan. Le FUS peut remercier son meilleur buteur Fettah Filali qui inscrit 9 buts en championnat cette saison.

### Période dorée (1966-1976)

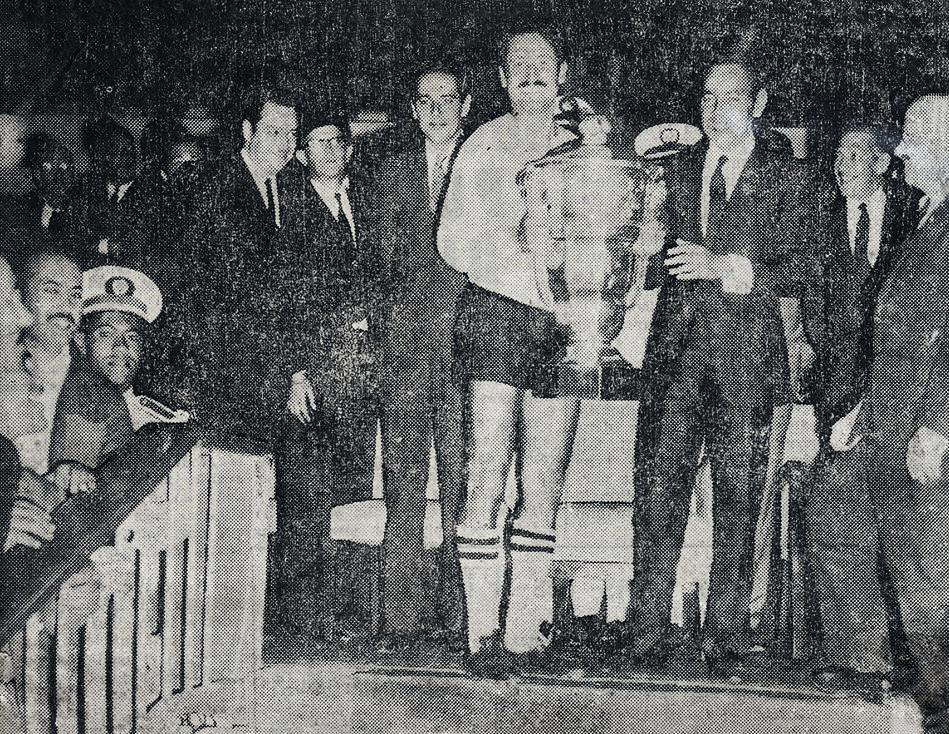
Le capitaine Hassan Akesbi avec le trophée de la coupe du Trône en compagnie de Hassan II.

Le retour de Hassan Akesbi au FUS après une belle carrière en France va redonner un nouveau souffle au club. Le championnat reprend sa structure initiale de 16 clubs cette saison. Si le club réalise une saison moyenne en terminant douzième, le FUS remporte son premier titre de Coupe du Trône. Le club n'avait plus atteint les huitièmes de finale de finale de cette compétition depuis la saison 1960-1961. Après s'être défait de plusieurs adversaires dont notamment en demi-finale, le Racing AC qui compte alors Abdelhak Rizkallah, dit Mendoza. Le club atteint alors pour la deuxième fois de son histoire la finale de cette compétition. Son adversaire du jour est la RS Settat, redoutable équipe qui a défait les FAR de Rabat lors du tour précédent. La RS Settat faisait trembler tout le Maroc à cette époque, et comptait dans ses rangs plusieurs internationaux tels que Kacem Slimani, Ahmed Alaoui et Maati Khezzar. La finale a lieu le 17 mai 1967 au Stade d'honneur à Casablanca, et va se jouer pour la toute première fois en nocturne. Le FUS emmené par son entraîneur José Viegas, n'est clairement pas favori ce jour-là, et pourtant c'est lui qui remporte le titre. En effet, les fussistes ouvrent le score dès la 24e minute par l'intermédiaire de Fettah Filali avant l'égalisation d'Imad Belfoul à la 60e pour la RS Settat. C'est Lâaroussi qui offre le titre au FUS grâce à une réalisation à la 84e, soit à seulement quelques minutes de la fin du temps réglementaire. Le FUS de Rabat remporte donc sa toute première coupe, que Hassan II en personne remet au capitaine Hassan Akesbi.
En 1967-1968, le championnat passe à 18 clubs. Avec 65 points engrangés en 34 rencontres, le FUS finit quatorzième, à un point seulement du premier relégable. Hassan Akesbi est le meilleur buteur du club cette année avec 12 buts, et participe fortement au maintien du FUS dans l'élite. L'année suivante le championnat repasse à une formule de 16 clubs. Le FUS décroche son pour la première fois de son histoire la quatrième place, son meilleur résultat, avec 9 victoires, 13 matchs nuls, et 8 défaites, tandis que son plus ancien rival, le Stade marocain connait l'enfer des relégations avec une descente en deuxième division. Les stadistes vont connaître alors une très longue traversée du désert. Le FUS réalise la même année un parcours honorable en coupe où il est battu en demi-finale par le Kénitra AC en coupe. Lors des trois saisons suivantes, le FUS réalise des performances moyennes en se classant en milieu de tableau, sans dépasser le stade des huitièmes de finale en coupe,,.
En 1972, Mohamed Jabrane prend la direction technique du FUS. Ancien entraîneur de la RS Settat, de l'EJS Casablanca et du Raja CA, le club de Rabat connait sous sa houlette de nouveaux moments de gloire. En effet, le Fath atteint pour la troisième fois la finale de coupe lors de l'édition 1972-1973. Le club connait ainsi un vent de fraîcheur avec l'arrivée d'une nouvelle génération et le départ de certains anciens. Son adversaire n'est autre que l’IZ Khémisset au stade Al Inbiâat d’Agadir, qui accueille pour la première fois une finale de coupe. Le FUS ouvre le score dès la 39e minute par l'intermédiaire d'Abdellah Blinda, avant que n'égalise Bouzbouz en début de seconde mi-temps pour l'IZK. Le FUS reprend l'avantage grâce au génie de Blinda (61e), puis allonge la marque grâce à Miloud Séghir (72e). Moulay Haddou permet à l'IZK de revenir au match à la 89e minute, laissant quelques minutes de suspens avec le coup de sifflet final, et la victoire du FUS qui remporte son deuxième titre dans la compétition. Mohammed Arouba, capitaine du FUS, se voit remettre le trophée des mains de Hassan II. Cette victoire permet au club de participer pour la toute première fois à la coupe du Maghreb des vainqueurs de coupe, lors de l'édition 1973-1974 qui se déroule à Tunis. Les participants sont le SCC Mohammédia, tenant du tire, le MC Alger, vainqueur de la coupe d'Algérie 1973, et l'AS Marsa, vainqueur de la coupe de Tunisie 1973. Le tirage au sort donne le club tunisien de l'AS Marsa comme adversaire du Fath en demi-finale. La rencontre très serré se termine par un score nul et vierge, et une séance de tirs au but a donc lieu. C'est finalement le FUS de Rabat qui s'impose 3 pénaltys à 1. Le MC Alger qui s'est défait du SCC Mohammédia est le prochain adversaire du club. Les fussistes démarrent mal la finale, et sont menés dès la 10e minute de jeu. Le FUS réussit à revenir dans la rencontre au fil du match grâce à une réalisation de Mohamed Kessou (60e). Encore une fois, une séance de tirs au but doit avoir lieu. Malheureusement pour le club, ce sont les Algériens du MC Alger qui s'imposent et remportent l'édition, grâce à leur très bon gardien. Le FUS rate l'occasion d'écrire son nom au palmarès de cette compétition maghrébine qui disparaît rapidement.
Le FUS réalise alors quelques bonnes performances par la suite avec une cinquième place tenue deux saisons d'affilée en championnat,, et une demi-finale de coupe perdue 1 but à 0 face au SCC Mohammédia de Ahmed Faras, vainqueur de l'édition. Emmené par Mohamed Jabrane, le club va encore graver son nom en coupe du Trône lors de l'édition 1975-1976. Le FUS remporte sa troisième coupe, après un parcours semé d’embûches où le club s'est défait du MC Oujda, club alors le plus titré de la compétition, puis du Tihad SC et enfin du Raja CA en demi-finale. Son adversaire en finale n'est autre que le principal club du Gharb, le Kénitra AC. La rencontre se déroule pour la première fois au Stade de Marchan de Tanger, que le club remporte grâce à un éclair de Khaled Labied. Malheureusement pour le club, la coupe du Maghreb des vainqueurs de coupe est dissoute cette année-là, et le FUS ne peut donc y participer.

### La traversée du désert (1976-1994)
Les années qui suivent marquent la fin de cette période glorieuse. Une longue période de disette s'ensuit malgré une présence continue en première division marocaine. Entre-temps, Mohamed Jabrane quitte le poste d’entraîneur, après avoir fait briller de mille feux le club. Il est remplacé coup à coup par plusieurs anciens joueurs au poste d’entraîneur, tels que Kébir Mezzour et Mohamed Kassou. Les résultats ne sont pas pour autant mauvais. Le FUS s'accroche au milieu de tableau pendant plus de quatre saisons. Les Rbatis atteignent deux saisons d'affilée la demi-finale de coupe, mais sont éliminés coup sur coup par le vainqueur de l'édition. En 1980-1981, la FRMF décide de porter le championnat à plus de 20 clubs. Malgré une longue et éprouvante saison, le FUS s'illustre en terminant vice-champion du Maroc, une première. Le Kénitra AC champion, prend sa revanche après sa finale perdue en coupe face au FUS, et compte alors dans ses rangs le serial-buteur Mohamed Boussati, qui termine meilleur buteur du championnat à trois reprises. La saison suivante, le championnat repasse à 18 clubs. Le FUS est à nouveau en concurrence avec le Kénitra AC. Si la première journée de championnat opposant les deux clubs se terminent par un nul (0-0), Kénitra va profiter de la très mauvaise performance du FUS en deuxième partie de saison pour prendre une avance considérable de 10 points sur les Rbatis.
Les résultats du club baissent profondément les saisons suivantes tant en championnat qu'en coupe. Abdelkhalek Louzani est recruté pour redonner un nouveau souffle au club. C'est chose faite lors de la saison 1985-1986, le FUS arrache sous sa houlette, une bonne cinquième place. Louzani quitte toutefois le club et est remplacé par la légende Mohammed Mahroufi. La saison 1986-1987 connaît la mise en place d'une formule inédite comprenant deux groupes de douze clubs clubs chacun, où les quatre premiers de chaque groupe sont qualifiés aux play-offs qui se disputent en mini-championnat. Le FUS est placé dans le groupe B, dans lequel il termine deuxième et arrache sa qualification aux play-offs. Toutefois, le FUS ne confirmera pas les espoirs placés en lui. Si le club vient à bout de plusieurs équipes, ce sont principalement l'AS FAR et le KAC Marrakech qui vont poser problème au club. Les deux nuls et deux défaites face à ces deux clubs ont été décisif dans l'issue des play-offs. Le Fath décroche donc la troisième derrière ces deux équipes, avec un bilan de trois victoires, trois nuls et deux défaites, à deux points de l'AS FAR, championne du Maroc.
Malgré la présence de quelques bons joueurs tels que Saïd Chiba, Houcine Ammouta et Badou Zaki, la période dorée du club semble bien loin. Les saisons suivantes marquent le début du déclin du FUS, qui se met désormais à jouer le maintien. Le club n'atteint plus le top cinq du championnat et est régulièrement classé en milieu de classement ou même au bas du classement, dont à deux reprises à la dernière place avant la zone de relégation. En effet, le club joue le maintien jusqu'à la fin à deux reprises. Tout d'abord lors de la saison 1989-1990, où malgré la défaite du FUS 2 but à 0 à la dernière journée, son poursuivant le WA Fès ne remporte pas son match décisif pour le maintien face au HUS Agadir (2-2), ce qui sauve le FUS d'une descente, grâce à sa différence de buts supérieur au WA Fès. Puis enfin lors de la saison 1991-1992, lorsque le FUS se trouve à un point du Tihad AS et trois points de l'IR Tanger, avant la dernière journée. Les fussistes doivent alors affronter un candidat direct au maintien, l'IRT, tandis que le TAS affronte l'OC Khouribga. Le FUS est battu 1 but à 0 face à Tanger qui se sauve, et heureusement pour le club, le Tihad fait un match nul. Encore une fois, le club termine avec le même nombre de points que le premier relégable, mais sa différence de buts le sauve encore.
En coupe, le FUS a perdu son lustre d’antan. Si le club atteint les quarts mais se voit éliminé par les FAR lors de la saison 1987-1988, les fussistes vont devoir attendre plusieurs saisons avant d'atteindre les demi-finales en 1991-1992, stade de la compétition que le club de Rabat n'avait plus atteint depuis 1979-1980. Le FUS est alors éliminé par la Centrale Laitière AS, vainqueur de la compétition.

### Entre relégations et participations africaines (1994-2008)
Il faudra attendre la saison 1994-1995 pour que le FUS s’empare à nouveau de la Coupe du Trône en battant l’OCK par deux buts à zéro (2-0), buts inscrits par Vassily et Hammou.
Après avoir remporté la Coupe du Trône en 1995, le FUS de Rabat avait participé à la Coupe d'Afrique des vainqueurs de coupe l'année suivante et a réussi à se qualifier pour les quarts de finale avant d'être éliminé par Arab Contractors SC (0-1 après prolongations). À cette époque, Philippe Troussier était l'entraîneur de l'équipe.
En 2002, l'équipe a participé à la Coupe de la CAF et a été éliminée en demi finale par les Camerounais de Tonnerre Yaoundé, après une défaite à l'extérieur par le score de 1-0, malgré une victoire par le score de 2-1 au Maroc.

### Renouveau et professionnalisme (2008)
En 2008, avec l'arrivée d'un nouveau comité directeur à la tête de l'équipe, les dirigeants nomment aux commandes du FUS le duo Houcine Ammouta-Hassan Moumen, respectivement entraîneur et manager général, ces deux avaient travaillé ensemble lors de l'exercice 2007-2008 avec l'IZ Khémisset qui a fini vice-champion, tandis que le FUS de Rabat avait terminé 15e synonyme de relégation en GNF 2,. Lors de la préparation pour la nouvelle saison, plusieurs joueurs expérimentés ont rejoint l'équipe afin de renforcer les secteurs défensifs et offensifs, tels Mohammed Benchrifa (du MA Tétouan), Rachid Rokki (du Chabab Mohammedia), Daniel Moncharé (de l'USM Alger), et Khalid Fouhami (du Raja Casablanca). Ayant comme objectif pour les deux prochaines années de faire monter le club en D1, Ammouta réussit sa tâche dès sa première saison. En effet, le FUS finit leader de la D2 en 2008-2009 avec 66 points, soit 5 points sur le dauphin le WA Fès, de 16 victoires, 15 nuls et 2 défaites. Une fois en 1re division l'objectif change au maintien en championnat et d'atteindre la finale de la coupe du Trône, buts accomplis en ce classant 12e du championnat et en s'inclinant en finale de la coupe du Trône.

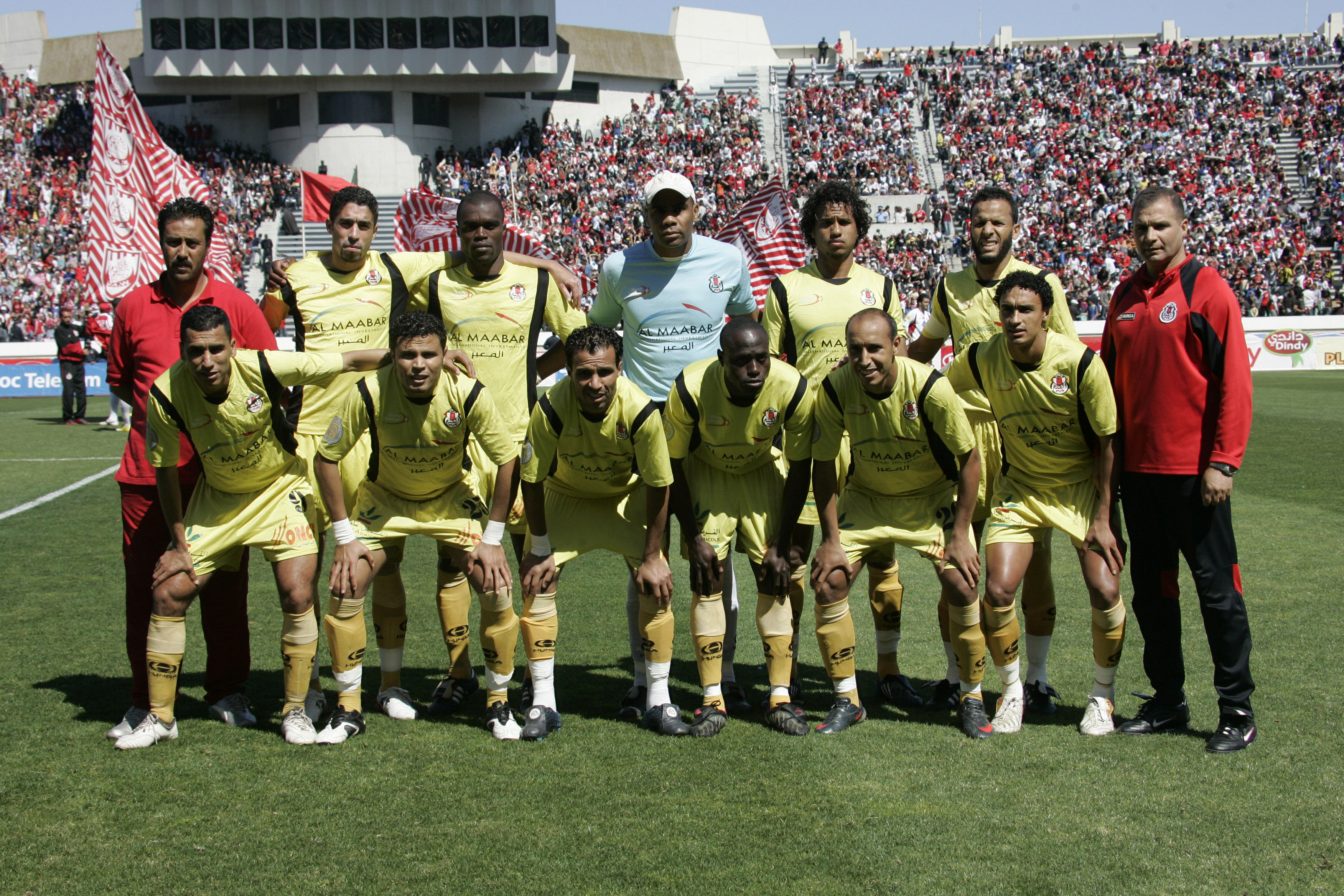
Le FUS de Rabat contre le Wydad AC (champion du Maroc), le 15 mai 2010 au stade Mohammed-V

Bien qu'il ait perdu la finale de la Coupe du Trône en 2009 contre les voisins de l'AS FAR, le club a eu l'occasion de participer à la Coupe de la confédération 2010. Le FUS de Rabat a réussi à surprendre la compétition en disqualifiant plusieurs équipes célèbres, dont le champion en titre le Stade malien après les avoir battus à Rabat par le score de 2-0 et arracher un nul (0-0) au retour à Bamako. L'équipe de Rabat s'est ensuite classé en tête du groupe B après avoir obtenu plusieurs bons résultats contre Zanaco FC, Haras El-Hedood et le CS Sfaxien.
Le 12 novembre 2010, le FUS de Rabat a été qualifié pour la première fois au match final de la compétition, bien que l'équipe ait été battue contre Al-Ittihad Tripoli par 1-0 à domicile, mais grâce à leur victoire à l'extérieur en battant les Libyens par le score de 2-1 au Stade du 11 Juin.
En parallèle avec son parcours en coupe de la Confédération, le FUS jouait dans des tours avancés en coupe du Trône: huitièmes de finale le 7 septembre face à l'Olympique de Khouribga (2-1), quarts de finale le 8 octobre contre le Chabab Mohammedia (0-0 tàb 5-3), puis les demi-finales le 6 novembre face au Difaâ d'El Jadida (1-0).
Deux semaines après sa qualification pour la finale de la Coupe de la confédération, le 25 novembre 2010, le Fath US obtient pour la 5e fois de son histoire la coupe du Trône contre le Maghreb de Fès au Complexe sportif Moulay-Abdallah de Rabat sur le score de 2 à 1, grâce aux buts du nigérien Alhassane Issoufou (35e) et de Hicham El Fatihi à la 50e minute.
Issam Badda - Mohammed Benchrifa, Abdelfattah Boukhriss, Daniel Moncharé, Oussama El Gharib - Ayoub Khaliki, Mourad Zitouni, Amine Bakkali - Hicham El Fatihi, Alhassane Issoufou, Rachid Rokki
Le titre africain est arrivé quant à lui le 4 décembre, après avoir obtenu un nul 0-0 avec le CS Sfaxien une semaine avant à Rabat, l'équipe a réussi à créer la surprise à Sfax en battant l'équipe hôte sur le score de 3 à 2. Le défenseur Boukhriss a ouvert le score pour le FUS de Rabat, mais les hôtes réussissent à renverser le jeu en leur faveur après avoir marqué deux buts. À la 75e minute, Mohamed Zouidi a égalisé le score, avant d'ajouter le troisième but à la 89e minute, alors que les joueurs du CS Sfaxien essayaient de marquer pour arracher le titre ,.
Depuis 2010, le FUS de Rabat est devenu l'un des cinq clubs marocains à remporter un titre africain en remportant la Coupe de la confédération 2010, le club ayant participé plus d'une fois aux compétitions africaines.
Coupes continentale et nationale en poche, l'objectif en championnat pour la saison 2010-2011 était de « se classer parmi les six premiers », manqué de justesse en terminant 7e avec 38 points derrière les voisins de l'AS FAR, malgré les transferts faits lors des mercatos estivales et hivernales qui ont connu le départ de quelques joueurs âgés tels Hakim Ajraoui, Ali Bouabé, Driss Souiyat et Aziz Lagraoui, remplacés par les jeunes Issam Badda et Hicham El Fatihi (de l'IZ Khémisset), Mohamed Zouidi (de l'AS Salé), Amine Bakkali (du JSM de Laâyoune), et Anouar Abdelmalki (du COD Meknès). À la suite de cela, Houcine Ammouta est limogé en juin 2011, et Jamal Sellami est désigné à le remplacer. Quant à Hassan Moumen garde son poste de manager général après un court passage avec l'équipe nationale.
Avec la nomination de l'entraîneur Walid Regragui à la tête de l'équipe du FUS en 2014, l'équipe a continué son ascension à l'échelle nationale. En effet, après avoir remporté la coupe du Trône en 2014, grâce à leur victoire en finale face à la Renaissance Berkane, les Fusistes ont été sacrés champions du Maroc pour la première fois de l'histoire du club en 2016

## Palmarès et statistiques

### Palmarès
Palmarès de la première équipe
| Compétitions nationales | Compétitions internationales |
| --- | --- |
| Botola Pro1 (1) - Champion : 2016 - Vice-champion : 1981, 2001 et 2012 Coupe du Maroc (6) - Vainqueur : 1967, 1973, 1976, 1995, 2010 et 2014 - Finaliste : 1960, 2009 et 2015 Coupe d'Élite du Maroc (1) - Vainqueur : 1956 - Finaliste : 1955 Botola Pro2 (4) - Champion : 1962, 1998, 2007 et 2009 - Vice-champion : 1951 Botola Promotion (Groupe Rabat Port-Lyautey) (1) - Champion : 1948 | Coupe de la confédération (1) - Vainqueur : 2010 Supercoupe de la CAF - Finaliste : 2011 Coupe des vainqueurs de l'UMF - Finaliste : 1974 |

#### Compétitions amicales
- Tournoi de Fès (1)
  - Vainqueur : 1948[76]

- Tournoi de la Foire (1)
  - Vainqueur : 1954

- Tournoi Ahmed Antifit (1)
  - Vainqueur : 2012

### Bilan sportif
Bilan du Fath US en compétitions officiels de l'époque d'empire chérifien de 1946 à 1957 (Résultats mis à jour en fonction des dernières recherches effectuées.)
| Championnat                   | Saisons | Titres | J   | G  | N | P | Bp | Bc | Diff |
| ----------------------------- | ------- | ------ | --- | -- | - | - | -- | -- | ---- |
| Division Honneur              | 5       | 0      | 110 | -  | - | - | -  | -  | -    |
| Pré-honneur                   | 3       | 0      | 58  | -  | - | - | -  | -  | -    |
| Amateurs1                     | 2       | 2      | 22  | -  | - | - | -  | -  | -    |
| Coupes nationales             | Saisons | Titres | J   | G  | N | P | Bp | Bc | Diff |
| Coupe de France               | 2       | 0      | 2   | 0  | 0 | 2 | -  | -  | -    |
| Total                         | 2       | 0      | 2   | 0  | 0 | 2 | -  | -  | -    |
| Compétitions continentales    | Saisons | Titres | J   | G  | N | P | Bp | Bc | Diff |
| Coupe d'Afrique du Nord       | 7       | 0      | 15  | 10 | - | - | -  | -  | -    |
| Championnat d'Afrique du Nord | 0       | 0      | 0   | 0  | 0 | 0 | 0  | 0  | 0    |
| Total                         | 7       | 0      | 15  | 10 | - | - | -  | -  | -    |
| Total Général                 | #       | 2      | -   | -  | - | - | -  | -  | -    |

Le FUS participe aux 5 dernières saisons de Division d'Honneur d'Empire chérifien. Il joue à chaque fois le maintien durant ces saisons. À partir de 1954, le club participe ainsi aux matchs éliminatoires nord-africaines de la Coupe de France, depuis l'autorisation accordée par la Fédération française de football aux clubs nord-africains. Le FUS y participe durant deux saisons sans faire de bons résultats. Pour ce qui est des compétitions continentales, le Fath n'a réussit à se hisser qu'à deux reprises en phase finale de la Coupe des vainqueurs de l'ULNAF, dont le stade des huitièmes de finale constitue son meilleur résultat. Du fait que le club n'ait jamais remporté la Division d'Honneur, le FUS n'a jamais participé en Ligue des champions de l'ULNAF.
Bilan du Fath US en championnat et coupes à partir de 1957 (Résultats mis à jour jusqu'au 30 juin 2016 pour les compétitions nationales, et jusqu'en 2016 pour les compétitions internationales).
| Championnat                              | Saisons | Titres | J    | G   | N   | P   | Bp   | Bc   | Diff |
| ---------------------------------------- | ------- | ------ | ---- | --- | --- | --- | ---- | ---- | ---- |
| Championnat du Maroc D1                  | 51      | 1      | 1526 | 494 | 563 | 465 | 1395 | 1329 | +66  |
| Championnat du Maroc D2                  | 9       | 4      | -    | -   | -   | -   | -    | -    | -    |
| Total                                    | #       | 5      | -    | -   | -   | -   | -    | -    | -    |
| Coupes nationales                        | Saisons | Titres | J    | G   | N   | P   | Bp   | Bc   | Diff |
| Coupe du Trône                           | 60      | 6      | -    | -   | -   | -   | -    | -    | -    |
| Coupe de l'Indépendance                  | 1       | 0      | -    | -   | -   | -   | -    | -    | -    |
| Total                                    | #       | 6      | -    | -   | -   | -   | -    | -    | -    |
| Compétitions africaines                  | Saisons | Titres | J    | G   | N   | P   | Bp   | Bc   | Diff |
| Ligue des champions                      | 1       | 0      | 6    | 2   | 2   | 2   | 6    | 3    | +3   |
| Coupe des vainqueurs de coupe            | 1       | 0      | 6    | 2   | 2   | 2   | 8    | 3    | +5   |
| Coupe de la CAF                          | 1       | 0      | 4    | 1   | 2   | 1   | 4    | 3    | +1   |
| Coupe de la confédération                | 4       | 1      | -    | -   | -   | -   | -    | -    | -    |
| Supercoupe                               | 1       | 0      | 1    | 0   | 1   | 0   | 0    | 0    | 0    |
| Total                                    | #       | 1      | -    | -   | -   | -   | -    | -    | -    |
| Compétitions maghrébines                 | Saisons | Titres | J    | G   | N   | P   | Bp   | Bc   | Diff |
| Coupe du Maghreb des vainqueurs de coupe | 1       | 0      | 2    | 0   | 2   | 0   | 1    | 1    | 0    |
| Total                                    | #       | 0      | 2    | 0   | 2   | 0   | 1    | 1    | 0    |
| Compétitions arabes                      | Saisons | Titres | J    | G   | N   | P   | Bp   | Bc   | Diff |
| Championnat arabe des clubs              | 2       | 0      | 7    | 3   | 3   | 1   | 21   | 6    | +15  |
| Total                                    | #       | 0      | 7    | 3   | 3   | 1   | 21   | 6    | +15  |
| Total Général                            | #       | 12     | -    | -   | -   | -   | -    | -    | -    |

Le FUS fait partie des seize premiers clubs qui participent à la première saison du Championnat du Maroc. Le club a connu à quatre reprises la relégation en deuxième division, où il a passé neuf saisons. Ce qui fait de lui, le cinquième club le plus capé de l'élite nationale, avec 51 saisons. Le FUS a remporté pour l'instant un seul titre de championnat, et y a terminé à trois reprises vice-champion.
Le club remporte six fois la Coupe du Trône en 60 éditions, ce qui en fait le quatrième club le plus titré de la compétition avec le KAC Marrakech. Le FUS s'incline également à trois reprises en finale.
De plus, le Fath de Rabat a la particularité d'avoir participer à toutes les compétitions africaines, en y remportant un titre. Le FUS est donc le cinquième club marocain à remporter une compétition continentale.
Le FUS ne participe qu'à une seule compétition maghrébine, dans lequel il atteint la finale. Il n'a jamais participé à des compétitions arabes. Ce qui ne devrait plus être le cas, puisque le club a été choisi par la FRMF pour participer au Championnat arabe des clubs 2016-2017.

## Personnalités

### Entraîneurs
| Rang | Nom                     | Période                    |
| ---- | ----------------------- | -------------------------- |
| 1    | Abass Kabiss            | 1946-1947                  |
| 2    | Hassan Belmaki          | 1947-1950                  |
| 3    | Ahmed Chahoud           | 1950-1953                  |
| 4    | Guy Cluseau             | 1953-1955                  |
| 5    | Larbi Benbarek          | 1956-1958                  |
| 6    | Raphael Benatar         | 1958-1960                  |
| 7    | Lucien Hazza            | 1961-1962                  |
| 8    | Mamoun Rougani          | 1963                       |
| 9    | Baski                   | 1963-1965                  |
| 10   | Raphael Benatar         | 1966-1967                  |
| 11   | Hassan Akesbi           | 1967-1968                  |
| 12   | Mohamed Jebrane         | 1973-1978                  |
| 13   | Mustapha Belahcen       | 1978-1979                  |
| 14   | Kébir Mezzour           | 1979-1981                  |
| 15   | Mohamed Kessou          | 1981-1982                  |
| 16   | Abdellah Blinda         | 1982-1984                  |
| 17   | Mohamed Jebrane         | 1984-1985                  |
| 18   | Abdelkhalek Louzani     | 1985-1986                  |
| 19   | Mohamed Maaroufi        | 1986-1987                  |
| 20   | Mohamed El Omari        | 1987-1988                  |
| 21   | Bel Ayyachi             | 1988-1989                  |
| 22   | Abdellah Blinda         | 1989-1992                  |
| 23   | Abdelghani Bennaciri    | 1992-1993                  |
| 24   | Badou Zaki              | 1993-1995                  |
| 25   | Philippe Troussier      | 1995-1997                  |
| 26   | Saïd El Khider          | 1997-1998                  |
| 27   | Ivica Todorov           | 1998-2000                  |
| 28   | Lucien Herppy           | 2000-2002                  |
| 29   | Nejmeddine Belayachi    | septembre 2002-avril 2003  |
| 30   | Noureddine Ben Omar     | avril 2003-2004            |
| 31   | Abdellatif Salki        | septembre 2004-2005        |
| 32   | Jawhar                  | 2005-2006                  |
| 33   | Abderrazak Khairi       | septembre 2006-juin 2007   |
| 34   | Abdellah Blinda         | juin 2007-août 2007        |
| 35   | Rachid Taoussi          | août 2007-novembre 2007    |
| 36   | Hicham Jedrane          | novembre 2007-janvier 2008 |
| 37   | François Bracci         | janvier 2008-juillet 2008  |
| 38   | Houcine Ammouta         | juillet 2008-juin 2011     |
| 39   | Jamal Sellami           | Juin 2011-juin 2014        |
| 40   | Walid Regragui          | juin 2014-janvier 2020     |
| 41   | Mustapha El Khalfi      | janvier 2020-2021          |
| 42   | Mohamed Amine Benhachem | août-novembre 2021         |
| 43   | Jamal Sellami           | novembre 2021-juin 2024    |
| 44   | Saïd Chiba              | juillet 2024-              |

| - H. Ammouta (2008-2011) - J. Sellami (2011-2014 et depuis 2021) - W. Regragui (2014-2020) |

### Joueurs emblématiques
Le FUS est initialement composé d'anciens joueurs de l'Union sportive de Rabat-Salé. Parmi les premiers joueurs du club figure Mohammed Tounsi. Véritable pilier du milieu de terrain du club, il est pendant plusieurs saisons capitaine du club et demeure l'un des meilleurs joueurs des années 1950 du FUS. Abderrahmane Essahraoui également milieu de terrain, est aussi un joueur clé du FUS durant l'époque coloniale permettant les plusieurs montées du club jusqu'à atteindre la division d'honneur lors de la saison 1951-1952. En plus de ces deux là, Hamou Tahra, le gardien Bennaissa, Karroum surnommée la panthère noire, Djelloul, Hamid, Houcine Kyoud dit Zaz, Abdellatif Kharchach dit El Ouazzani et Omar Belhaj font partie de la génération brillante du FUS des années 1940 et 1950,.

La saison 1951-1952 voit l'arrivée du phénomène Hassan Akesbi qui devient indispensable au club et permet son maintien dans l'élite notamment lors de la saison 1953-1954 où il termine meilleur buteur du championnat avec 21 buts. L'attaquant permet également au FUS d'atteindre les huitièmes de finale de la Coupe d'AFN 1954-1955, que le club n'avait jamais atteint et ce grâce à une victoire 2 buts à 1 face à l'ES Mostaganem lors duquel Hassan Akesbi est buteur et meilleur joueur de la rencontre. Hassan Akesbi quitte alors le FUS sans contrepartie financière grâce à la bonté de ses dirigeants, où il grave son nom dans la légende du Championnat de France en devenant le 11e meilleur buteur de l'histoire de la compétition en inscrivant 173 buts en 293 matches. Il remporte la Coupe Charles Drago et termine deux fois finaliste de Coupe de France avec le Nîmes Olympique, et remporte le Championnat de France avec le Stade de Reims. Il retourne au FUS en 1965 où il termine sa carrière en 1970, et offre la première Coupe du Trône en tant que capitaine à son club de cœur, le FUS. Akesbi est également international marocain de 1960 à 1970.

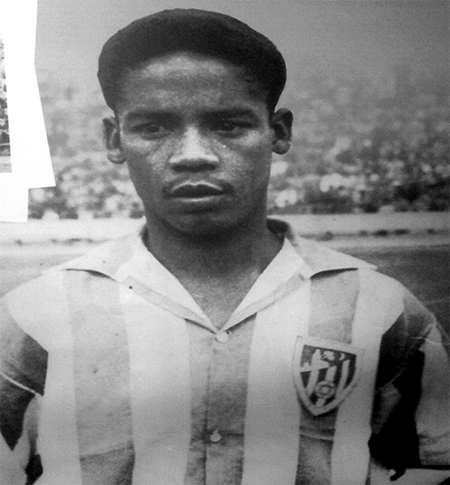
Lahcen Chicha sous le maillot du Club Atlético Tetuán.

Après l'indépendance, le FUS enregistre l'arrivée de deux nouveaux joueurs que sont Larbi Benbarek et Lahcen Chicha. Ce sont des légendes du football marocain d'avant indépendance. Benbarek surnommée la perle noire est l'un des meilleurs joueurs de l'histoire du football brillant à l'Olympique de Marseille, au Stade français et à l'Atlético de Madrid. Il est d'ailleurs auteur de la plus longue carrière en équipe de France de 1938 à 1954. Lahcen Chicha surnommé el diablo de futbol en Espagne, commence sa carrière à l'US Marocaine avant de s'envoler dans le nord au Maroc espagnol, notamment au Club Atlético Tetuán où il vit ses jours de gloire. Il affronte notamment à la suite de la montée du club en première division espagnole, le FC Barcelone, le Réal Madrid et l'Atlético de Madrid. Lahcen Chicha est alors véritablement convoité par le FC Barcelone, et malgré son refus, le club catalan insiste et propose en échange n’importe quel joueur de son effectif, excepté László Kubala. En vain, Chicha préfère rester au Maroc. Ces deux recrues aident énormément le club dont Benbarek qui est entraîneur-joueur et qui termine meilleur buteur du FUS lors de la première saison d'après indépendance, grâce à 17 réalisations. Les trois premiers internationaux marocains du FUS sont ainsi le gardien Mohammed El Ayachi, Houcine Kyoud, et Lahcen Chicha, qui ont fait partie de la première sélection nationale du Maroc, lors des Jeux panarabes de 1957 sous la houlette de Larbi Benbarek. On peut y ajouter le défenseur Mohammed Samame, qui évoluait alors au DH El Jadida avant de rejoindre le FUS.
Les fussistes qui ont participé à la première finale de coupe du Trône en 1960, sont le gardien Mohammed El Ayachi, Alami I, Mohammed Samame, Houcine Kyoud, Ben Omar, Abderrazak, Alami II, Lacombe, Gharbaoui, Mohammed Tounsi, Mohammed Labsir. Abderrazak est un des meilleurs milieux du FUS, tandis que Lacombe demeure l'un des premiers étrangers du club. Après la relégation du club lors de la saison 1960-1961, Moulay Abdellah que le FUS est allé recruter au Tihad AS, se distingue et est le principal artisan de la montée du club en première division, grâce à sa trentaine de buts qui font de lui le meilleur buteur de deuxième division de la saison 1961-1962. Kébir Mezzour qui est lancée en 1961 par l'entraîneur Lucien Hazza, représente la génération suivante du club. International marocain, il est l'un des meilleurs joueurs de l'histoire du club, et est d'ailleurs le premier meilleur buteur fussiste du championnat du Maroc d'après indépendance lors de la saison 1962-1963, avec 17 buts. Fettah Filali, dit Tanto, réitère la même performance lors de la saison 1964-1965 avec 16 buts. Fettah forme d'ailleurs avec le retour d'Akesbi et Bouchta la triplette offensive du FUS. Fettah et Kébir remportent aussi la coupe du Trône 1967 avec Lahlimi, Hammadi Raghai, Chokhman, Abdelkrim Smeim, Lâaroussi, le capitaine Hassan Akesbi, Jamali, Abderrahman El Antaki et Sidine Belkheïr. Ce dernier devient capitaine du FUS après le départ d'Akesbi, tandis qu'Abderrahman El Antaki est le frère du célèbre Abdallah Malaga.
De nouveaux joueurs apparaissent et symbolisent l'âge d'or du club dans les années 1970 avec Abdellah Blinda, Khalid Meghraoui, Khaled Labied, Mohammed Arouba, Miloud Séghir et le gardien Fettah Benbarek. Fettah fait notamment partie de la sélection du Maroc qui remporte la CAN 1976. Khaled Labied détient l'une des plus belles carrières internationales du FUS. Avec ses 8 buts pour un total de 64 sélections, il participe à la CAN 1980 où il est co-meilleur buteur de la compétition avec ses 3 buts, et à la CAN 1986. Khaled Labied participe également aux Jeux olympiques d'été de 1984 sous la houlette José Faria, où il joue les trois matchs de poule. Abdellah Blinda et Khalid Meghraoui sont aussi des internationaux. Cette génération remporte deux coupes du Trône et participe à la Coupe du Maghreb des vainqueurs de coupe 1973-1974. Lors de la coupe du Trône 1973, le FUS peut compter sur le génie de Abdellah Blinda et Miloud Séghir, qui permettent à Mohamed Arouba, capitaine du FUS cette année, de brandir le trophée. Khaled Labied lui, offre la coupe du Trône 1976 au club grâce à son but, l'unique de la partie. Khalid Meghraoui est le capitaine du club, et se voit remettre le titre comme le veut la tradition par Hassan II.
Entre la fin des années 1980 et le début des années 1990, le FUS connait une bonne génération de joueur, qui ne confirme pas comme la précédente. On peut citer parmi eux plusieurs joueurs de qualité tels que Saïd Chiba, Badou Zaki et Houcine Ammouta. Ce dernier ainsi que le gardien fussiste Brahim Bougrine participent aux Jeux olympiques de 1992.

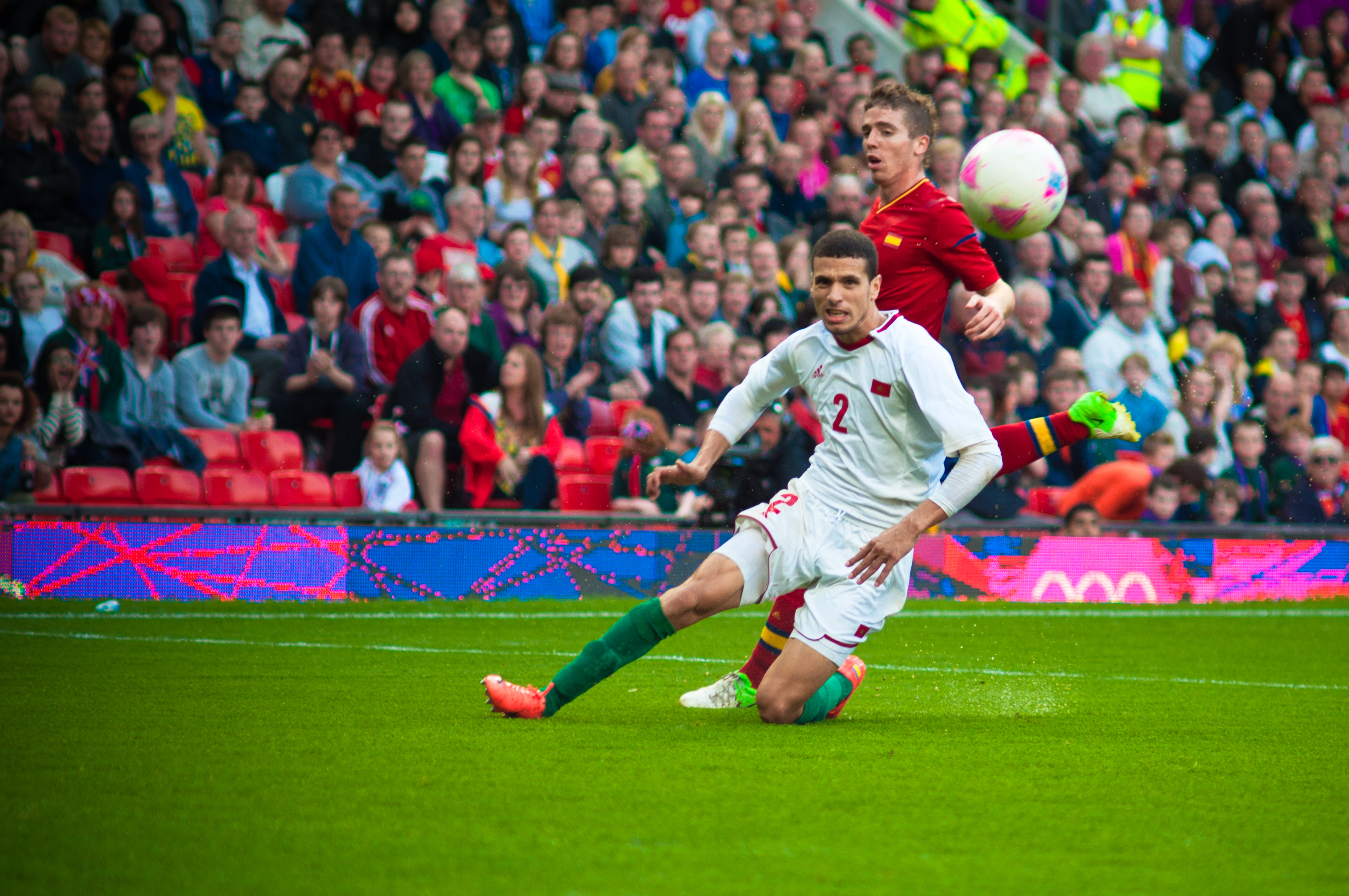
Abdellatif Noussir en duel avec Iker Muniain aux JO 2012 de Londres.

Dans la période qui va du milieu des années 1990 jusqu'au milieu des années 2000, plusieurs joueurs nationaux et internationaux qui se sont succédé à porter le maillot du club ont vu leurs performances payer, et ont été appelés à rejoindre leurs sélections nationales en vue de compétitions continentales ou même internationales, c'est l'exemple des gardiens de but burkinabé Ibrahima Diarra appelé pour les coupes d'Afrique de 1996 et de 1998 , et sénégalais Ousseynou Ndiour (pl) pour celle de 2000; l'attaquant Hicham Zerouali en coupe du monde de football des moins de 20 ans 1997 ; le défenseur Youssef Rabeh en Coupe d'Afrique des nations junior 2005. Parmi les joueurs emblématiques du club, on peut citer le sérial-buteur Mustapha Bidoudane, qui termine à trois reprises meilleur buteur du championnat, dont la première fois sous les couleurs du FUS, ainsi que les deux buteurs lors de la finale de la coupe du Trône 1994-1995, le Tadjik Vassili Postnov, un joueur historique du Wydad AC, et Abderrahim Hammou, qui est devenue par la suite président de la section échecs du club.
Plus récemment avec la période de renouveau que connait le club, de nombreux joueurs ont gravé leurs noms dans l'histoire du club, tel le défenseur Abdellatif Noussir qui a participé aux Jeux olympiques de 2012 pour .

## Structures du club

### Structures sportives

#### Stades
Le Stade de FUS anciennement connue sous le nom de stade municipal à l'époque coloniale, est le fief historique du club depuis sa création en 1946. Il est situé en plein cœur de la ville, dans le quartier de l'Agdal, près de Bab Rouah. D'une capacité actuelle de 15 000 places, il a été inauguré en 1923. Ce stade a connu quatre générations de constructions notamment en 1973, à l'époque où le club était très populaire parmi les Rbatis. Le FUS y a joué pendant de nombreuses décennies jusqu'aux années 1980 et 1990. Autrefois propriété de la municipalité de Rabat, le stade a été cédé au FUS pour un dirham symbolique, qui en est désormais propriétaire, et qui peut y faire désormais des travaux et rénovations.

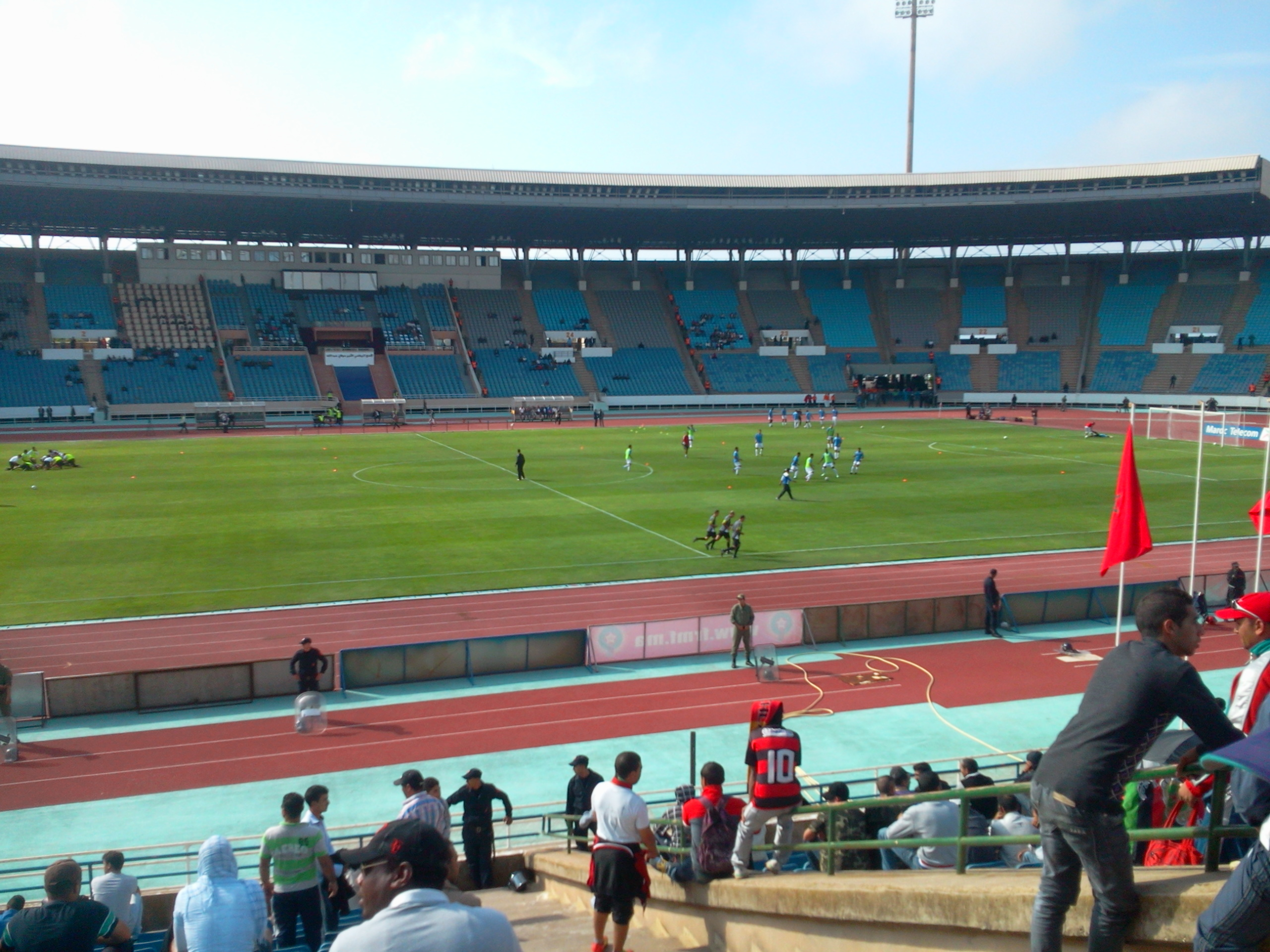
Le complexe sportif Moulay-Abdallah qui a accueilli pendant de nombreuses années le FUS en championnat, mais surtout lors de ces finales. Le club le quitte en 2014.

À la suite de l'inauguration du complexe sportif Moulay-Abdallah en 1983, qui prendra le nom de l'ancien président d'honneur du FUS et prince Moulay Abdellah décédé cette année-là, le FUS commence à jouer ses premiers matchs dans ce stade de 65 000 places, qu'il partage avec l'équipe voisine des FAR de Rabat. Le FUS y joue notamment plusieurs saisons en championnat ainsi que les finales de la coupe du Trône 1994-1995, 2008-2009, 2010 et 2014. De plus, la finale aller de la coupe de la confédération 2010 et le match capital face au MA Tétouan pour le titre de championnat du Maroc 2011-2012 ont également lieu dans ce complexe. Toutefois, ce stade est très mal desservi et situé à la sortie de la ville de Rabat sur la route de Témara et l’autoroute de Casablanca. Ce stade n'est donc pas apprécié par les supporters du FUS car trop loin de la ville et surtout très mal desservi.
En 2011, le FUS construit un nouveau stade, le complexe sportif Moulay Hassan d'une capacité de 8 000 places. Étalé sur 4,5 hectares dans le quartier de Hay Nahda au centre de Rabat, il a coûté plus de 43 millions de dirhams. Ce complexe fait partie de la politique de développement des infrastructures du FUS initiée par Mounir Majidi à son arrivée dans le club fin 2007. Elle a débuté notamment par la réhabilitation des infrastructures historiques du club tel que le stade Belvédère pour une somme totale de 7 millions de dirhams, en moins de 12 mois. Le club n'y joue pas immédiatement.
Ce n'est qu'en 2014 après le scandale de la pelouse inondée du complexe Moulay Abdallah en Coupe du monde des clubs de la FIFA 2014, que le FUS déménage au complexe Moulay Hassan à la suite de la fermeture forcée du stade pour rénovation. Le FUS prête alors son fief historique, le stade Belvédère à l'AS FAR, à plusieurs reprises lors des différentes rénovations que connait le complexe à l'AS FAR. Les FAR jonglent alors pour un moment entre le stade du FUS et le complexe Moulay Abdellah à cause des fermetures à répétition du complexe, tandis que le FUS semble alors respecter les vœux de ses supporters en demeurant au complexe Moulay Hassan en plein centre de la ville, dans lequel le FUS a remporté son premier titre de champion.

#### Autres équipes
Le Fath Union Sport dispose de plusieurs autres équipes de football, dont notamment une équipe espoir, une équipe U19, une équipe U17 et une équipe U15. Ces équipes de jeunes participent à leurs championnats nationaux respectifs. Le FUS mise sur la formation afin de devenir fournisseur de joueurs, et son école est devenu un exemple de formation au Maroc. L'école du club accueille plus de 900 jeunes footballeurs qui nécessite la présence de 59 encadreurs. D'ailleurs le budget annuel que le FUS accorde à la formation est de 6 millions de dirhams, ce qui représente 15 % du budget du club. Depuis 2010, dans le cadre d'un partenariat entre le FUS et la Wilaya de Rabat, le club peut désormais exploiter le complexe sportif El Alam, qui est entièrement attribué aux catégories de jeunes, avec en plus le complexe sportif Moulay Hassan. L'ancien défenseur lyonnais Alain Olio a été le directeur du centre de formation du FUS entre 2010 et 2014, et depuis janvier 2014 c'est l'ancien international français Philippe Anziani qui s'en occupe.
Le club ne s'arrête pas là et cherche encore à se développer, en témoigne la prochaine ouverture de l'académie du FUS à Hay El Fath. Cependant, le FUS ne dispose pas d'équipe féminine, et comme toutes les autres équipes du Maroc, le club n'a pas d'équipe réserve.
Les équipes de jeunes du FUS ont donc de bons résultats, et récemment, l'équipe U17 du club a réalisé une bonne performance en terminant finaliste du Championnat National U17 du Maroc, à la suite d'une défaite sur le score de 1 but à 0 face à l'équipe U17 de l'AS FAR.

#### Association omnisports
À sa création en 1946, le FUS n'est pas exclusivement consacré au football : des sections de basket-ball, de handball, de gymnastique et de cyclisme sont créées. S'ensuivent d'autres sections telles que celle d'athlétisme en 1950, de tennis de table en 1956, de boxe en 1965, de judo et volley-ball en 1968, et plus récemment de rugby en 1978 et natation en 1986. La section football est même moins titré que d'autres sections telles que la section basket-ball qui est la plus titrée du Maroc avec 17 championnats et 9 coupes, la section handball avec 6 championnats et 2 coupes, et la section volley-ball avec 5 championnats et 6 coupes.
Le FUS compte à ce jour 12 sections sportives. La section football reste la plus importante notamment car le football est le sport le plus populaire au Maroc, mais aussi car les subventions du comité directeur couvre 63% des recettes du club omnisports.

### Aspects juridiques et économiques

#### Statut juridique et légal

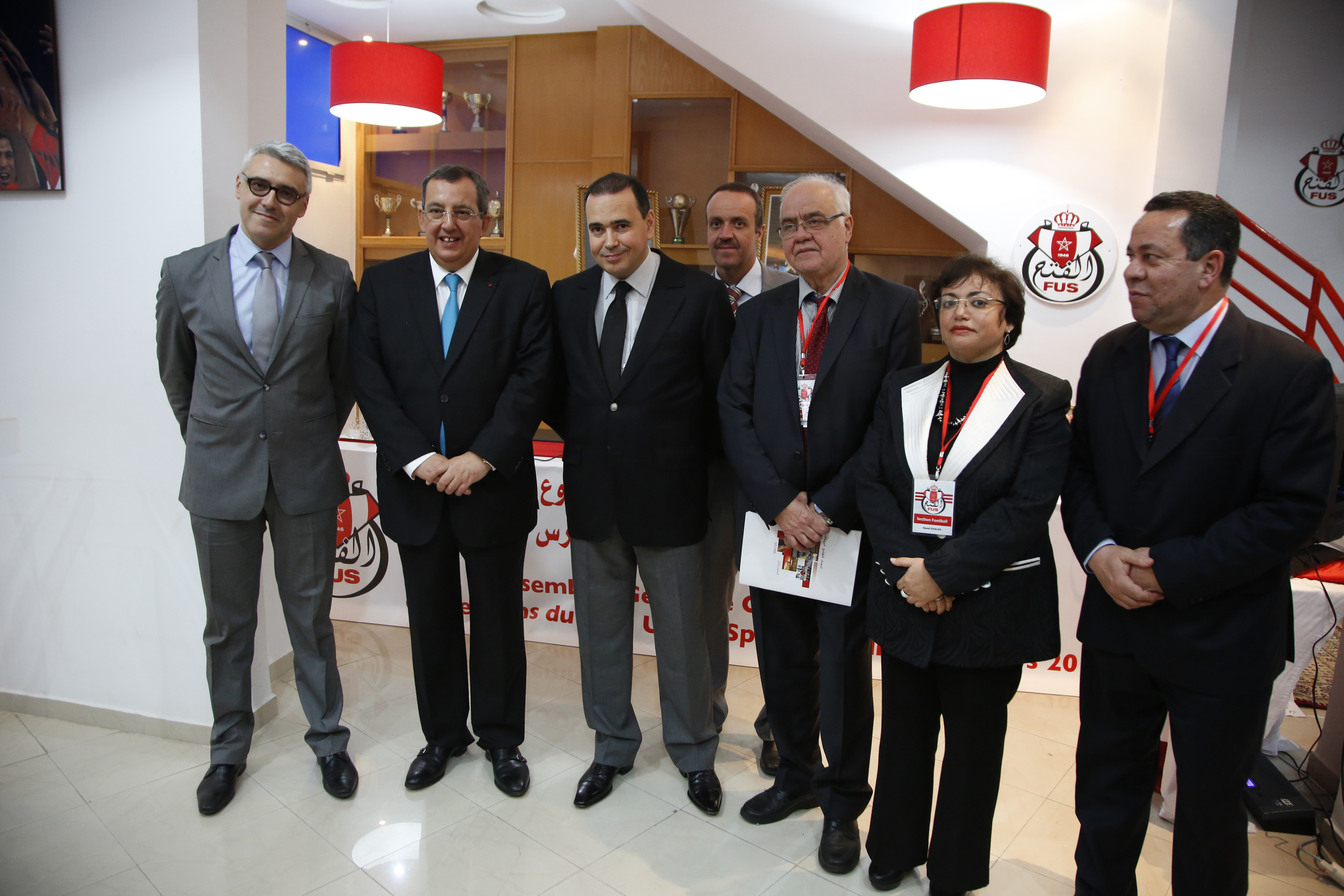
Membres du conseil d’administration du FUS de Rabat, lors de l'assemblée générale du 28 mars 2014; Hamza El Hajoui (1er de gauche) et Mounir Majidi (3e de gauche).

Le Fath Union Sport est affilié à la Ligue du Gharb de football. Avec l'inauguration du complexe sportif Moulay Hassan en 2011, le siège social du FUS se situe désormais dans ce complexe, dans lequel évolue désormais l'équipe première. Il se trouve dans le quartier de Hay Nahda en plein cœur de la capitale Rabat. L'ancien siège social du club se situe lui dans le stade du FUS aussi appelé stade Belvédère, fief historique du club, lui aussi en plein cœur de la ville, dans le quartier de l'Agdal.
Le club du FUS est présidé par un comité directeur qui s'occupe de toutes les sections sportives. À sa tête le président Mounir Majidi, qui est d'ailleurs secrétaire particulier du roi Mohammed VI, le vice-président Abdelmjid Tazlaoui, le trésorier Jawad Laraki, et le secrétaire général Hamza El Hajoui. Celui-ci est d'ailleurs également le président du comité de la section football. Il est épaulé dans ce comité par ses deux vice-présidents Rachid Balafrej et Mohammed Berbiche, son trésorier Khalid Laraichi et son secrétaire général Ilyas Ziati.
Depuis 2008, le club possède deux sociétés anonymes (SA), dirigées par le président du comité directeur Mounir Majidi, « FUS Gestion » chargée de gérer les infrastructures sportives et « FUS Développement » chargée de la mobilisation et de la gestion du patrimoine futur du club.

#### Éléments comptables
Au début des années 2000, le FUS connait de graves problèmes de gestion et la situation économique du club, comme ses résultats sportifs et infrastructures, se dégrade fortement. À l'arrivée de Mounir Majidi, secrétaire particulier du roi, et de toute son équipe d'hommes d'affaires, le club du FUS possède alors un faible budget de seulement 12 800 000 DH, alors que le club évolue en première division.
La saison suivante (2008-2009), le budget accordé à la section football atteint les 14 000 000 DH, sur les 42 000 000 DH du club omnisports. Petit à petit, grâce à une gestion stricte et transparente, le club augmente rapidement ses ressources financières. En effet, lors de la saison 2013-2014, les recettes du club ont atteint les 36 700 000 DH pour 35 100 000 DH de dépenses. Le FUS dispose d'un budget de 40 900 000 DH durant la saison 2014-2015, et affiche un bilan positif avec un excédent confortable de 2 920 000 DH.
Pour la saison 2015-2016, le FUS tourne autour d'un budget de 40 500 000 DH, avec surtout un excédent budgétaire de l'ordre de 520 000 DH, ce qui est impressionnant au Maroc vu le nombre de clubs marocains qui croulent sous les dettes.
La structure budgétaire du FUS est inédite dans le football national. Depuis 2008, le club vit une métamorphose. Contrairement aux autres clubs marocains, le FUS ne compte pas sur les recettes de la billetterie et les primes de la FRMF, puisque 62 % du financement de la section football durant la saison 2014-2015 provient du comité directeur, ce qui permet d'avoir une visibilité et une stabilité financière, et de se protéger des aléas des recettes de la billetterie et de la variation des primes de rendement de la FRMF.
| Saison | 2006-2007 | 2007-2008 | 2008-2009 | 2009-2010 | 2010-2011 |  |
| Budget | ?         | 12,8 M DH | 14 M DH   | ?         | ?         |  |
| Saison | 2011-2012 | 2012-2013 | 2013-2014 | 2014-2015 | 2015-2016 |  |
| Budget | ?         | ?         | 36,7 M DH | 40,9 M DH | 40,5 M DH |  |

## Image et identité

### Statut du club
Le club du Fath Union Sport dispose d'un statut particulier, vu qu'il est le club favori du roi Mohammed V, considéré comme le « père de la nation marocaine moderne ». Mohammed V qui a lui-même choisi le nom du club, a d'ailleurs aidé personnellement le club durant l'époque coloniale, et confié la présidence d’honneur du FUS à son fils Moulay Abdellah. Le roi est aussi à l'origine de la couronne présente sur le logo du FUS, que seul le club est autorisé à avoir avec l'AS FAR. Il s'agit donc d'un héritage historique que le roi a accordé au FUS. Depuis lors, le club a toujours été considéré comme proche du Palais. Le FUS a toujours eu des présidents proches du palais royal tels qu'Abdelkrim Bennani et Mounir Majidi, eux deux secrétaires particuliers du roi. Des membres de la famille royale ont même porté le titre de président d'honneur comme Moulay Abdellah. La proximité du club avec la famille royale est d'ailleurs renforcée depuis que Moulay Rachid, frère du roi Mohammed VI, est devenu président d'honneur du club.
À cause de son statut, le FUS est souvent accusé d'être privilégié par rapport aux autres clubs de la Botola. Pour certains dirigeants du Wydad AC, le FUS dispose d'un "passe-droit" car il est le seul club de Botola qui travaille beaucoup sur la vidéo, qui constitue 40 % du travail du staff technique, et qui filme des matchs avec différentes caméras. Ce qui est formellement interdit car la SNRT dispose normalement des droits TV. Les soupçons envers ce club se sont ainsi renforcés depuis le titre de champion du Maroc acquis dernièrement. Toutefois, pour Moncef El Yazghi, auteur de l’ouvrage La makhzanisation du sport au Maroc, « le FUS a toujours respecté les règles du jeu et n’a jamais usé de l’influence de ses hommes forts pour magouiller ou tenter de décrocher de force une victoire », comme l'ont fait d'autres clubs à une certaine époque tels que l'AS FAR de Hassan II, où l'US Sidi Kacem du général Ahmed Dlimi.
La nomination du secrétaire particulier du roi, Mounir Majidi, serait pour certains une "tâche royale" tout droit venue du Palais, dans le but de redorer le blason du club. À la suite du titre de champion du Maroc, Hamza Hajaoui, président du comité de la section football déclare qu'il « dédie ce titre à Sa Majesté le Roi, au Président d’honneur du club S.A.R. le Prince Moulay Rachid et au président du comité directeur, Mounir El Majidi, qui nous a beaucoup aidés, ainsi qu’aux membres de mon bureau ». Ces propos nous montrent la relation étroite qu'entretient le club avec la famille royale.
Même dans le domaine de l'infrastructure, le club se voit privilégié par les élus de Rabat. Entre la cession du stade du FUS pour seulement un dirham symbolique, et l'octroi d'un terrain situé en dehors de la ville, pour la construction d'une académie de football, le FUS semble gâté.

### Dénomination du club
Fondé en 1946, le Fath Union Sport porte ce nom depuis sa création, bien que son héritier portait le nom d'Union sportive de Rabat-Salé (US Rabat-Salé). Le nom du club a clairement été choisie par le roi Mohammed V insistant sur le mot « Fath », d'où le nom d'une sourate du Coran (Al-Fath), qui désigne la conquête où la victoire éclatante en arabe. Ce mot représentait le symbole de l’identité marocaine de Rabat pour lui.
Le club est couramment nommé FUS de Rabat, Fath US, Fath de Rabat ou simplement FUS.

### Couleurs et évolution du blason
Les couleurs du FUS sont le blanc et le rouge. Elles ont été choisies lors de la fondation du club, et sont symboliques. En effet, il faut savoir que durant la colonisation française, les clubs musulmans par le choix de noms, de couleurs, d'emblèmes, et de symboles, ont clairement insisté sur leur appartenance ethnoculturelle et religieuse. Les couleurs dominantes des associations sportives musulmanes sont donc le vert, le rouge et le blanc, que l'on retrouve énormément chez les clubs maghrébins d'avant-indépendance. Pour ce qui est du club, le choix du rouge a plusieurs significations. Tout d'abord, il s'agit de la couleur principale du Maroc, mais surtout de la ville de Rabat. En effet, le rouge du drapeau marocain vient à l'origine du drapeau de l'ancienne République du Bouregreg située dans les villes de Rabat et Salé, et fondée par les Andalous. Cette couleur a ensuite été repris par la dynastie alaouite à la suite de la prise des deux villes par la dynastie. Dans la mythologie musulmane, le rouge et le blanc sont également très important. Quoi qu'il en soit, les couleurs du FUS n'ont pas évolué comme en témoignent les premiers maillots du club rayés rouge et blanc.
Le premier logo du FUS reprend donc les couleurs du club avec en son milieu, le nom du club inscrit en arabe. Mais le plus marquant reste le sigle royale avec au sommet l'étoile du Maroc. Il s'agit d'un héritage historique que Mohammed V a accordé au FUS, puisqu'il a été l'un des concepteurs du logo et a été également à l'origine du nom du club. En 2008, avec l'arrivée de Mounir El Majidi, le secrétaire particulier du roi Mohammed VI, une refonte du logo a lieu. La forme du nouveau logo change quelque peu, mais il faut préciser l'ajout des initiaux du club, de l'étoile du Maroc et juste en dessous la date de création du club.

1946-1956
1956-1986
1986-2008
Depuis 2008

### Rivalités
Les premières rivalités que le club a connu remontent à l'époque coloniale. Les deux grandes équipes colons de Rabat que sont le Stade marocain et l'Olympique marocain se disputent alors la suprématie de la ville. C'était le principal derby de Rabat. Le FUS beaucoup plus récent, est fondé en 1946, et il gravit petit à petit les divisions de la LMFA jusqu'à atteindre la Division d'Honneur, premier niveau dans la hiérarchie de la Ligue. Le FUS dispute alors ces premiers derbies dans l'élite face au Stade marocain, durant la saison 1951-1952, et durant la saison 1953-1954 face à l'Olympique marocain, qui était alors le club le plus titré de Rabat, mais qui avait perdu son lustre d'antan avec son séjour passé en division inférieure. Après l'indépendance, l'Olympique marocain disparaît contrairement au Stade marocain qui comme plusieurs autres clubs est marocanisé. Cependant, le club frôle la catastrophe puisque la plupart des sociétaires du FUS rejoignent le Stade marocain. Le club est alors à deux doigts de disparaître, avant que le prince Moulay Abdellah ne le sauve. La rivalité qui attirait les foules, n'est alors que plus grande jusqu'aux années 1970. Durant cette époque, le derby a connu de nombreuses figures légendaires, qui font de ce derby légendaire, le plus riche de l'histoire du football Rbati. Toutefois, il connait une éclipse de plus de plusieurs décennies en première division, avec la chute du Stade marocain en divisions inférieures. Ce n'est que lors de la saison 2001-2002 que le Stade marocain remonte en première division, et affronte alors à nouveau le Fath. La chute totale de popularité des deux clubs au profit des FAR de Rabat, a complètement détruit le prestige de ce derby. La dernière rencontre en championnat opposant les deux clubs a eu lieu dans le cadre de la saison 2008-2009 de deuxième division, et a été remporté par le Stade marocain 1 but à 0, le 25 mars 2008. Cette saison-là, les deux clubs rbatis jouaient la montée.

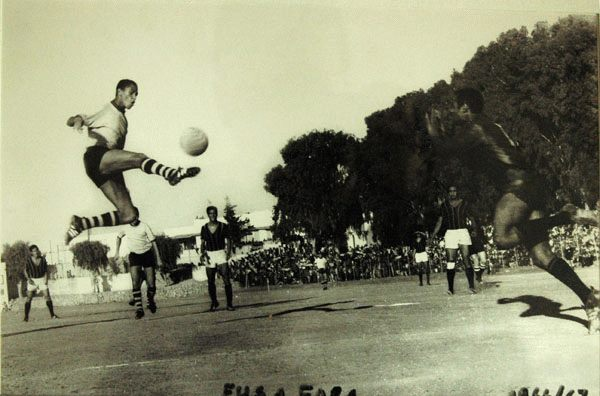
Derby de Rabat FUS-FAR (1-1) de la saison 1967-1968.

L'actuel derby de Rabat apparaît à la création des FAR de Rabat en 1958 par Hassan II, alors prince héritier. Le club militaire débute en deuxième division. Les FAR apparaissent dès le début comme supérieur aux autres clubs marocains. Le club militaire remporte le championnat de deuxième division et la coupe du Trône 1958-1959 dès leur première saison pour couronner un début parfait. Et c'est durant cette édition de la coupe, que le FUS affronte pour la première fois les FAR. Cette année-là, le club de Hassan II bat par 3 buts à 1 le FUS, club de Moulay Abdellah. Une rivalité va donc émaner entre les deux clubs proches du palais royal. Les deux rencontres sous tension entre les deux clubs la saison suivante en coupe le prouvent. En effet, le FUS tombe à nouveau sur les FAR lors des huitièmes de finale. La rencontre en présence de Hassan II et Moulay Abdallah, s’est terminé dans la confusion entre les joueurs des deux équipes, après un nul (1-1), ce qui témoigne de la naissance d'une rivalité entre les deux clubs. Le match rejoué s'est terminé cette fois par une victoire écrasante du FUS par 3 buts à 0. Cependant, l'AS FAR va établir petit à petit sa suprématie à Rabat tant au niveau des résultats sportifs qu'en popularité. Le passage à vide du FUS pendant plusieurs années et les nombreux titres remportés par les FAR expliquent ce fait. Mais depuis la révolution amorcée par le FUS en 2007, et la baisse de régime totale de niveau des FAR, le FUS est actuellement le club le plus en forme de la capitale, avec notamment son premier titre de champion remporté lors de la saison 2015-2016 alors que l'AS FAR n'a pas remporté de titres depuis 2009, surtout que les dernières confrontations entre les deux clubs sont largement en faveur du FUS. Ainsi, lors des 15 confrontations opposant les deux clubs entre 2011 et 2016, le bilan est de 7 victoires pour le FUS, 6 nuls et 2 victoires pour les FAR.
L'emulation  entre le FUS et l'AS Salé peut-être considéré comme un derby du Bouregreg. Le Bouregreg est un fleuve qui se jette sur l'océan Atlantique, et qui coupe en deux les villes de Salé et Rabat. Ces dernières années, le derby a plus d'enjeu au basket-ball, notamment à cause des aller-retour quotidien de la section football de l'AS Salé entre la première et deuxième division, et du prestige des deux sections basket-ball des deux clubs.

### Affluence et supporters
Le Fath Union Sport était le club le plus populaire de Rabat, notamment grâce à son passé marqué par le combat nationaliste, pour la lutte pour l'indépendance.
Rabat, elle, devient par ailleurs le fief du club. Le club attirait des milliers de supporters dans les stades à son époque glorieuse qui dure jusqu'aux années 1980-1990. Plusieurs raisons nous expliquent ce déclin. Tout d'abord le FUS n'a pas poursuivi et tenter de rallier au club les nouveaux quartiers construits dans la ville après les années 1980, poussant des inconnus rbatis de les rejoindre. En effet, pour l'ancien fussiste Miloud Séghir : « l’équipe n’a pas beaucoup de joueurs de Rabat. De mon temps, les joueurs étaient tous de Rabat et drainaient avec eux au stade leur famille, leurs amis, les gens du quartier. Aujourd’hui, ce n’est plus le même cas de figure ». Enfin la longue traversée du désert que connait le club pendant plusieurs années avec un passage à vide au niveau des résultats explique cette chute de popularité. Puis, le déplacement des matchs de l'équipe première au complexe sportif Moulay-Abdallah qui est mal desservi et se trouve en dehors de la ville, loin des quartiers populaires accentuent ce fait.
Les nombreux titres glanés par les FAR et la chute de popularité du FUS profitent donc au voisin rbati qui pique tous les anciens fiefs du club, qui sont désormais dominés par les supporters des FAR. Ce qui explique que l'AS FAR est désormais le club le plus populaire. Jusqu'au début des années 2000, « le cop des supporters du FUS faisait 2 000 personnes » selon l'ancien entraîneur serbe Ivica Todorov. Là, les supporters du FUS ne dépasse même pas les 200 personnes en moyenne dans les gradins. Avec le renouveau du club, et le déménagement du club au complexe sportif Moulay Hassan, le club retrouve petit à petit son public, et augmente sa moyenne de spectateurs chaque année. Les dirigeants du club se sont d'ailleurs donnés comme priorité, le retour du public au stade.
L’association des supporters du FUS est créée en 1978, pour essayer d’attirer le public au stade. Elle est composée de 50 membres dont 4 adhérents qui assistent aux assemblées du club. Présidée par Saïd El Aoufir, elle se regroupait traditionnellement dans la tribune 2 du complexe Moulay-Abdellah. En 2008 est créé le premier groupe ultras du club, les Capital Boys, puis Ultras Red-Boys en 2016.